# Phryxe agilis
Phryxe agilis är en tvåvingeart som beskrevs av Robineau-desvoidy 1830. Phryxe agilis ingår i släktet Phryxe och familjen parasitflugor.
Artens utbredningsområde är Frankrike. Inga underarter finns listade i Catalogue of Life.